# Caligula (Film)
Caligula (dt. Untertitel: Aufstieg und Fall eines Tyrannen) ist ein Film des italienischen Regisseurs Tinto Brass aus dem Jahr 1979 über den römischen Imperator Caligula (italienisch Caligola). Der Film basiert auf einem Buch von Gore Vidal und wurde vom Erotik-Magazin Penthouse finanziert. Die Produzenten waren Franco Rossellini und der Penthouse-Chef Bob Guccione. Guccione schloss Brass vom Filmschnitt aus, entfernte und änderte zahlreiche Szenen und fügte Hardcore-Szenen hinzu, die er zusammen mit Giancarlo Lui sofort im Anschluss an Brass’ Arbeit gedreht hatte.

## Inhalt
Rom im Jahre 37 n. Chr.: Der deutlich von der Syphilis gezeichnete Kaiser Tiberius sucht einen Nachfolger. Leider sind seine letzten näheren Verwandten, sein schwächlicher Enkel Tiberius Gemellus und sein verkrüppelter und einfältiger Neffe Claudius, wenig geeignet, und so holt er Gaius, genannt Caligula, zu sich. Dieser ergreift seine Chance, bringt Tiberius um und nimmt den Siegelring des Caesar und damit die Herrschaft an sich. Als Imperator erklärt er seine Schwester Drusilla zu seiner Geliebten. Im Verlauf der Handlung wird seine Abhängigkeit von ihr immer deutlicher. Sie nennt ihn in der deutschen Synchronfassung „Stiefelchen“ (Caligula: lateinisch für „Soldatenstiefelchen“, Diminutiv zu caliga).
Das Leben am Hofe ist fortschreitend durch Dekadenz und Ausschweifungen aller Art geprägt. Dabei werden mehr und mehr die geltenden Regeln ignoriert. So fordert Caligula von einem jungen Paar noch während der Hochzeit sexuelle Unterwerfung und lässt den Bräutigam schließlich ermorden. Die Ehefrauen unliebsam gewordener Senatoren zwingt er zur Prostitution, die Senatoren lässt er verbannen oder ermorden. Höhepunkt der Grausamkeiten ist der Auftritt einer riesigen Sensenmaschine, mit der im Boden des Circus Maximus eingegrabene Verräter geköpft werden.
Als er sich zum Gott ernennt, formiert sich der Widerstand gegen den Tyrannen und er wird von seiner Leibgarde, den Prätorianern, ermordet. Sein als debil geltender Onkel Claudius wird auf den Thron gesetzt.

## Kritiken
Caligula stieß weltweit auf harsche Kritik, sowohl von Filmkritikern als auch von Zuschauern. Oft wurde dem Film vorgeworfen, ein pornografisches und spekulatives Machwerk zu sein. Dieser Meinung schloss sich auch die Bundesprüfstelle für jugendgefährdende Medien an, die den Film indizierte. Der amerikanische Filmkritiker Roger Ebert bezeichnete den Film als „schamlosen Müll“ und setzte ihn auf die Liste der von ihm meistgehassten Filme. Andere Kritiker äußerten sich ähnlich.
Das Lexikon des Internationalen Films beurteilt den Film als „üppiges, spekulatives Sittengemälde voller Sex, Gewalt und Sadismus“. Der Regisseur habe möglicherweise eine „weniger triviale Aufarbeitung“ des Stoffes im Sinn gehabt, habe aber von seinen Ambitionen nichts in den Film „hinüberretten“ können.
Regisseur Tinto Brass setzte durch, dass er im Vorspann nicht als Regisseur genannt wird, sondern lediglich „Principal Photography: Tinto Brass“ erscheint. Die mitwirkenden Schauspieler Malcolm McDowell und Peter O’Toole distanzierten sich schon bald nach Veröffentlichung von dem Film.
Zur „The Ultimate Cut“-Version schreibt Marcus Stiglegger im Filmdienst: „Caligula“ bleibt ein Kuriosum der Filmgeschichte. Der immer wieder umgeschnittene, variierte und neu imaginierte Film liegt nun einer Fassung vor, die zumindest die kreativen Einzelleistungen voll zur Geltung bringt und als epische Filmerzählung funktioniert. Eine epische Tour de Force mit erstklassigen Schauspielern, einer brillanten künstlerischen Leitung und dem Willen zur Überschreitung.

## Veröffentlichung
Die ursprüngliche Lauflänge von 156 Minuten (mit PAL Speed-up etwa 150 Minuten) wurde später für einige Länder fast halbiert, um eine Altersfreigabe ab 18 Jahren zu ermöglichen. Da der Produzent den Film in allen Fassungen ohne Mitwirken des Regisseurs schnitt und zahlreiche Szenen änderte, wegließ oder neu hinzufügte, sind Brass’ Absichten in keiner der veröffentlichten Versionen mehr klar erkennbar.
In der jetzigen Version (in Deutschland auf von der FSK nicht geprüften und bis April 2018 indizierten PAL-Videos ca. 142 Minuten lang) liegt das Schwergewicht jedenfalls auf einer Aneinanderreihung von Sex-, Gewalt- und Sadismusszenen, und der Film wird nicht selten sogar als richtiger Pornofilm (siehe unter Weblinks) bewertet, obgleich sowohl die juristisch geprüfte und bis April 2018 indizierte VHS-Kassette als auch die ebenfalls bis April 2018 indizierte DVD um einige Sex- und Gewaltszenen entschärft wurden. Die Schnitte waren notwendig geworden, weil die Juristenkommission der SPIO in der ungeschnittenen Veröffentlichung (sie entspricht weitgehend der ungeprüften Constantin-Fassung) eine strafrechtliche Relevanz festgestellt hatte. Daraus resultierend wurden fast sämtliche Hardcore-Einstellungen, u. a. drei ausführliche lesbische Liebesspiele und eine lange Kamerafahrt über die „Liebesgaleere“, geschnitten. Die später eingefügten, von Tinto Brass nicht gedrehten Szenen sind in der freigegebenen Fassung somit nur im Ansatz zu sehen. Im Kino war noch die ungeprüfte Fassung (wie auf Video) zu sehen, einige Kinobetreiber gaben den Film jedoch freiwillig erst ab 21 Jahren frei. Eine Wiederaufführung in den deutschen Kinos 1998 durch den Verleih Knipp war jedoch trotz des Werbeslogans „Der Skandalfilm des Jahrhunderts – jetzt endlich ungeschnitten freigegeben“ kurioserweise stark geschnitten.
Die am 4. Oktober 2012 durch das Label Sunfilm veröffentlichte Fassung des Films ist stark gekürzt. Sie erhielt von der FSK keine Jugendfreigabe und kann daher nicht indiziert werden.
Penthouse kündigte 2018 an, eine rekonstruierte Fassung des Films mit dem ursprünglich von Tinto Brass vorgesehenen Schnitt zu veröffentlichen. Alexander Tuschinski, der dazu eine Bachelor-Arbeit an der Universität Stuttgart erstellt hatte, wird bei der Rekonstruktion durch die neue Inhaberin von Penthouse Kelly Holland unterstützt.
Auf den 76. Internationalen Filmfestspielen von Cannes wurde im Mai 2023 eine restaurierte Version als Ultimate Cut uraufgeführt, die eine Laufzeit von 173 Minuten aufweist. Seitdem wurde die Langfassung auf verschiedenen Festivals gezeigt und erschien 2024 auf Ultra HD Blu-ray.

## Fortsetzungen
Tinto Brass’ Caligula rief noch einige inoffizielle Nachfolger auf den Plan. Die bekannteste inoffizielle Fortsetzung stammt vom italienischen Exploitation-Regisseur Joe D’Amato und ist aus dem Jahre 1981: Caligula... The Untold Story. Bei dieser Neuverfilmung wurde der Sexgehalt noch zusätzlich erhöht, sodass mehrminütige Hardcore-Sequenzen darin vorkommen. Joe D’Amatos Film war bis vor kurzem nicht in seiner ursprünglich gedachten Fassung erhältlich. Weltweit erschienen fast ausschließlich stark geschnittene Fassungen (u. a. in Japan, Australien, Dänemark und den USA). D’Amato drehte zudem zwei verschiedene Versionen des Films, was dem Fassungswirrwarr zusätzlichen Auftrieb gab und den Film zu einem begehrten und seltenen Sammlerobjekt machte, denn für den internationalen Markt, also außerhalb Italiens, ließ er zusätzliche Szenen drehen, die Zoophilie beinhalteten. Lange Zeit blieb das niederländische Video die längste Fassung weltweit. Ein Jahr später, 1982, wurde noch ein inoffizielles Spin-off namens Caligula und Messalina gedreht. In diesem Film wirkte der umstrittene Regisseur Bruno Mattei mit. Als weitere inoffizielle Caligula-Fortsetzungen wurden Caligula III – Imperator des Schreckens sowie Caligula 4 – Die Huren des Caligula gedreht. Letzterer ist ebenfalls als Remake des Films Messalina – Kaiserin und Hure zu verstehen. Daneben drehte weiter oben genannter Joe D’Amato einige Hardcore-Filme, die er unter dem Titel Caligula bzw. ähnlich lautenden Namenskombinationen vermarktete. Erstmals geschah dies 1981 und zuletzt 1996, drei Jahre vor seinem Ableben.